# Koreai költők, írók listája
A koreai költők, írók listája magyaros átírás szerinti névsorrendben szerepelteti a neveket.

## A
- An Dzsonghjo (Ahn Jeong-hyo)(wd) (안정효, 1941–2023)
- An Szugil (Ahn Su-gil) (안수길, 1911–1977)

## Cs

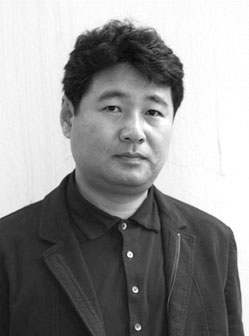
Csang Szoknam (Jang Seok-nam)

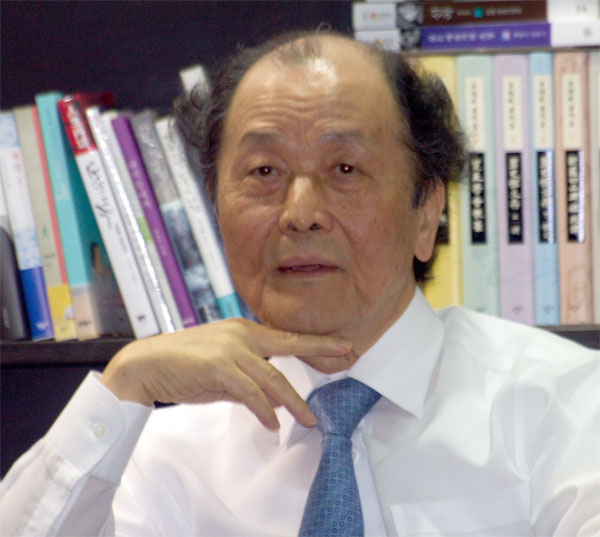
Cso Dzsongne (Jo Jeong-rae)

- Csang Dzsongil (jang Jeong-il) (장정일, 1962–)
- Csang Szoknam (Jang Seok-nam) (장석남, 1965–)
- Csang Undzsin (Jang Eun-jin) (장은진, 1976–)
- Cshe Hogi (Chae Ho-gi) (채호기, 1957–)
- Cshö Mansik (Chae Man-sik) (채만식, 1902–1950)
- Cshon Szangbjong (Cheon Sang-byeong) (천상병, 1930–1993)
- Cshon Unjong (Cheon Un-yeong) (천운영, 1971–)
- Cshö Cshivon (Choi Chi-won) (최치원, 857–?)
- Cshö Cshung (Choi Chung) (최충, 984–1068)
- Cshö Dzsongnje (Choi Jeong-rye) (최정례, 1955–2021)
- Cshö Illam (Choi Il-nam) (최일남, 1932–)
- Cshö Inho (Choi In-ho) (최인호, 1945–2013)
- Cshö Inhun (Choi In-hun) (최인훈, 1936–2018)
- Cshö Jun (Choi Yun) (최윤, 1953–)
- Cshö Namszon (Choi Nam-seon) (최남선, 1890–1957)
- Cshö Szucshol (Choi Su-cheol) (최수철, 1958–)
- Cshö Szungho (Chou Seung-ho) (최승호, 1954–)
- Cso Dzsongne (Jo Jeong-rae) (조정래, 1943–)
- Cso Dzsihun (Jo Ji-hun) (조지훈, 1920–1968)
- Cso Dzsongvon (Jo Jeong-won) (조정권, 1949–)
- Cso Gjongnan (Jo Gyeong-ran) (조경란, 1969–)
- Cso Heil (Jo Hae-il) (조해일, 1941–)
- Cso Szehi (Jo Se-hi) (조세희, 1942–2022)
- Cso Szondzsak (Jo Seon-jak) (조선작, 1940–)
- Cso Szonggi (Jo Seong-gi) (조성기, 1951–)
- Cson Gjongnin (Jeon Gyeong-rin) (전경린, 1962–)
- Cson Szangguk (Jeon Sang-guk) (전상국, 1940–)
- Csong Cshan (Jeong Chan) (정찬, 1953–)
- Csong Doszang (Jeong Do-sang) (정도상, 1959–)
- Csong Dzsijong (Jeong Ji-yong) (정지용, 1902–?)
- Csong Hanszuk (Jeong Han-suk) (정한숙, 1922–1997)
- Csong Hoszung (Jeong Ho-seung) (정호승, 1950–)
- Csong Ihjon (Jeong I-hyeon) (정이현, 1972–)
- Csong Jongmun (Jeong Yeong-mun) (정영문, 1965–)
- Csong Migjong (Jeong Mi-gyeong) (정미경, 1960–2017)
- Csong Ungvol (Jeong Eun-gwol) (정은궐, ?–)
- Csu Juhan (Ju Yu-han) (주요한, 1900–1979)

## H

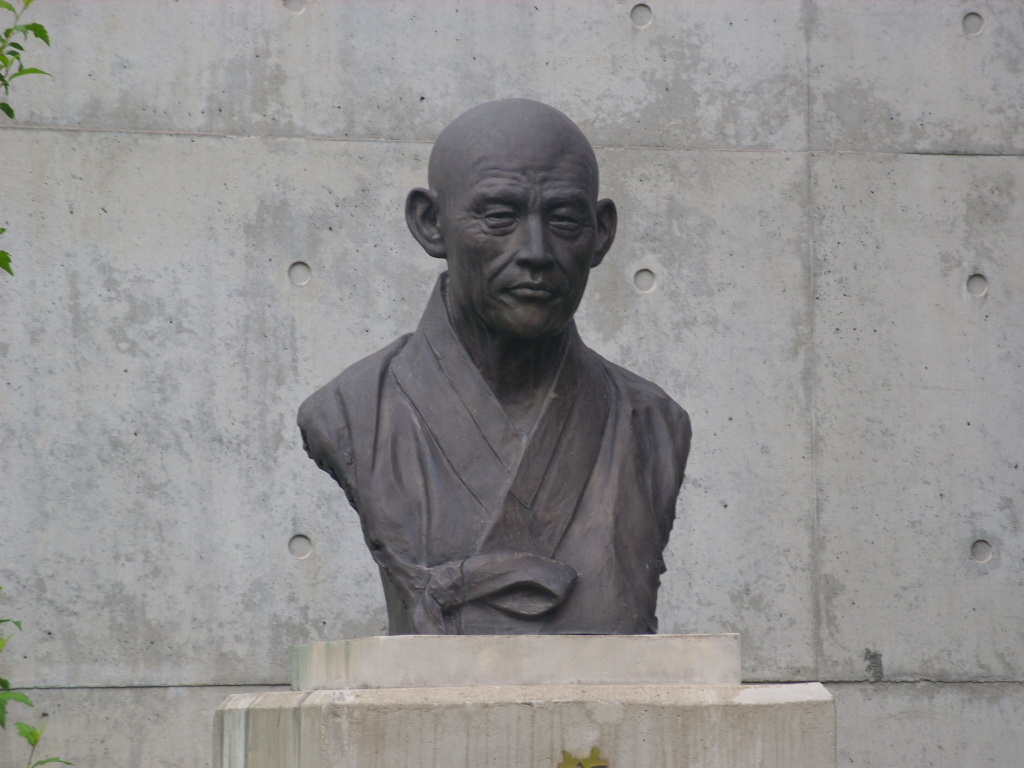
Han Jongun (Han Yong-un) mellszobra

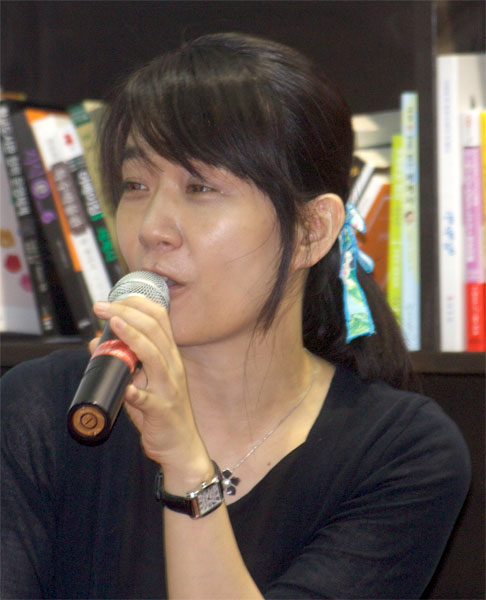
Han Gang

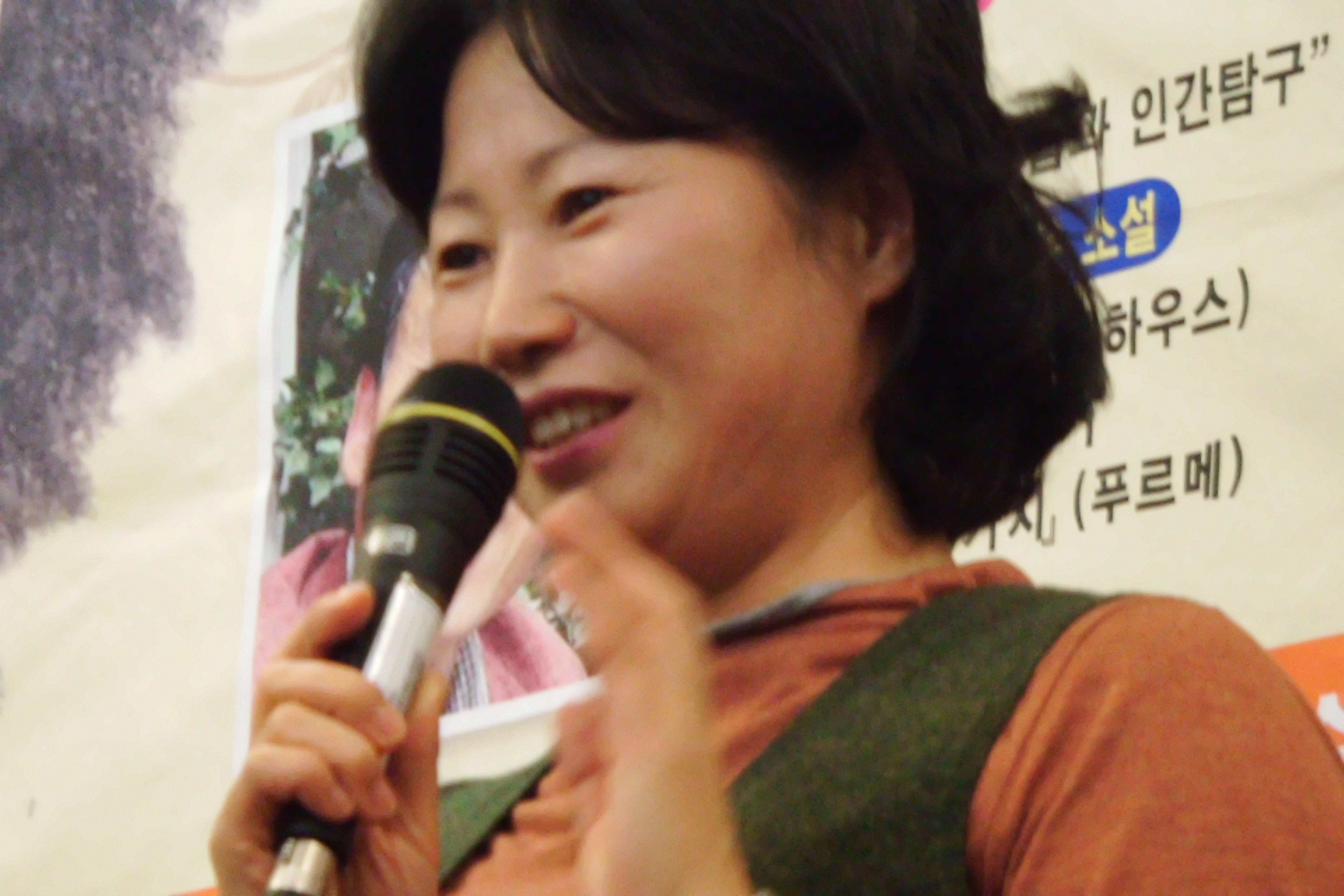
Hvang Szonmi (Hwang Seon-mi)

- Ha Guncshan (Ha Geun-chan) (하근찬, 1931–2007)
- Ha Ildzsi (Ha Ilji) (하일지, 1955–)
- Ha Szongnan (Ha Seong-ran) (하성란, 1967–)
- Han Cshanghun (Han Chang-hun) (한창훈, 1963–)
- Han Jongun (Han Yong-un) (한용운, 1879–1944)
- Han Gang (한강, 1970–)
- Han Malszuk (Han Mal-suk) (한말숙, 1931–)
- Ha Muszuk (Ha Mu-suk) (한무숙, 1918–1993)
- Han Szuszan (Han Su-san) (한수산, 1946–)
- Hjon Dzsingon (Hyeon Jin-geon) (현진건, 1900–1943)
- Hjon Giron (Hyeon Gil-eon) (현길언, 1940–)
- Ho Gjun (Heo Gyun) (허균, 1569–1618)
- Ho Nanszolhon (heo Nanseolheon) (허난설헌, 1563–1589)
- Ho Szugjong (Heo Su-gyeong) (허수경, 1964–2018)
- Hong Junszuk (Hong Yun-suk) (홍윤숙, 1925–)
- Hong Szongvon (Hong Seong-won) (홍성원, 1937–2008)
- Hvang Borum (Hwang Boreum) (황보름)
- Hvang Donggju (Hwang Dong-gyu) (황동규, 1938–)
- Hvang Dzsini (Hwang Jin-i) (황진이, 1506? – 1544?)
- Hvang Dzsiu (Hwang Ji-u) (황지우, 1952–)
- Hvang Inszuk (Hwang In-suk) (황인숙, 1958–)
- Hvang Szokjong (Hwang Seok-yeong) (황석영, 1943–)
- Hvang Szonmi (Hwang Seon-mi) (황선미, 1963–)
- Hvang Szunvon (Hwang Sun-won) (황순원, 1915–2000)

## I

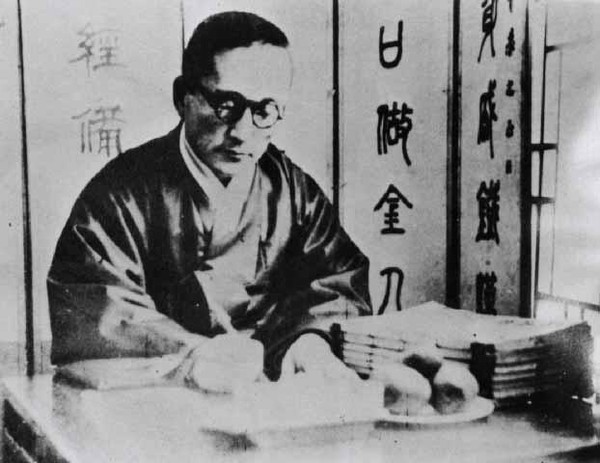
I Gvangszu (Yi Gwang-su)

- I Cshongdzsun (Yi Cheong-jun) (이청준, 1939–2008)
- I Dongha (Lee Dong-ha) (권여선, 1942–)
- I Dzsanguk (Lee Jang-uk) (이장욱, 1968–)
- I Dzseha (Lee Je-ha) (이제하, 1938–)
- I Giho (Lee Gi-ho) (이기호, 1972–)
- I Gjongdzsa (Yi Gyeong-ja) (이경자, 1948–)
- I Gjunjong (Lee Gyun-yeong) (이균영, 1951–1996)
- I Gunhva (Yi Geun-hwa) (이근화, 1976–)
- I Gvangszu (Yi Gwang-su) (이광수, 1892–1950)
- I Hjegjong (Lee Hye-gyeong) (이혜경, 1960–)
- I Hjonghi (Lee Hyeong-gi) (이형기, 1933–2005)
- I Hjoszok (Lee Hyo-seok) (이효석, 1907–1942)
- I Hocshol (Lee Ho-cheol) (이호철, 1932–)
- I Inhva (Yi In-hwa) (이인화, 1966–)
- I Inszong (Yi In-seong) (이인성, 1953–)
- I Juksza (Yi Yuk-sa) (이육사, 1904–1944)
- I Jungi (Lee Yun-gi) (이윤기, 1947–2010)
- I Junthek (Lee Yun-taek) (이윤택, 1952–)
- I Mangjo (Lee Man-gyo) (이만교, 1967–)
- I Mungu (Lee Mun-gu) (이문구, 1941–2003)
- I Munjol (Yi Mun-yeol) (이문열, 1948–)
- I Orjong (Lee Eo-ryeong) (이어령, 1934–)
- I Szang (Yi Sang) (이상, 1910–1937)
- I Szanghva (Yi Sang-hwa) (이상화, 1901–1943)
- I Szek (Yi Saek) (이색, 1328–1396)
- I Szongbok (Lee Seong-bok) (이성복, 1952–)
- I Szongbu (Lee Seong-bu) (이성부, 1942–2012)
- I Szungu (Lee Seung-u) (이승우, 1959–)
- I Szunvon (Lee Sun-won) (이순원, 1957–)
- Im Cshoru (Lim Cheol-u) (임철우, 1954–)

## J

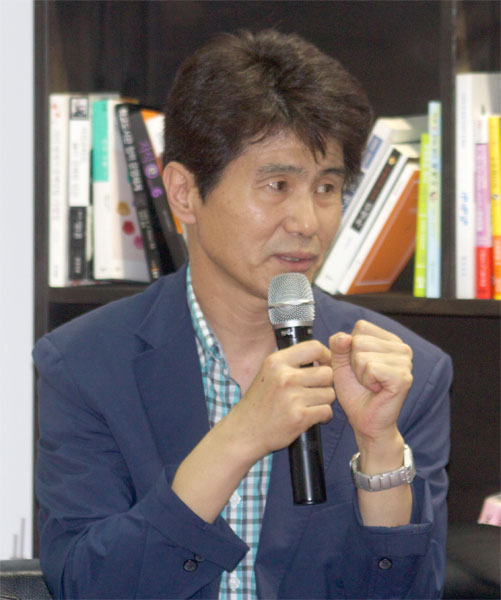
Ju Denjong (Yu Dae-nyeong)

- Jang Güdzsa (Yang Gwi-ja) (양귀자, 1955–)
- Jom Szangszop (Yeom Sang-seop)(wd) (염상섭, 1897–1963)
- Ju Andzsin (Yu An-jin) (유안진, 1941–)
- Ju Cshihvan (Yu Chi-hwan) (유치환, 1908–1967)
- Ju Dzsejong (Yu Jae-yong) (유재용, 1936–)
- Ju Hjondzsong (Yu Hyeon-jong) (유현종, 1940–)
- Ju Denjong (Yu Dae-nyeong) (윤대녕, 1962–)
- Jun Dongdzsu (Yun Dong-ju) (윤동주, 1917–1945)
- Jun Hunggil (Yun Heung-gil) (윤흥길, 1942–)
- Jun Szondo (Yun Seon-do) (윤선도, 1587–1671)

## K

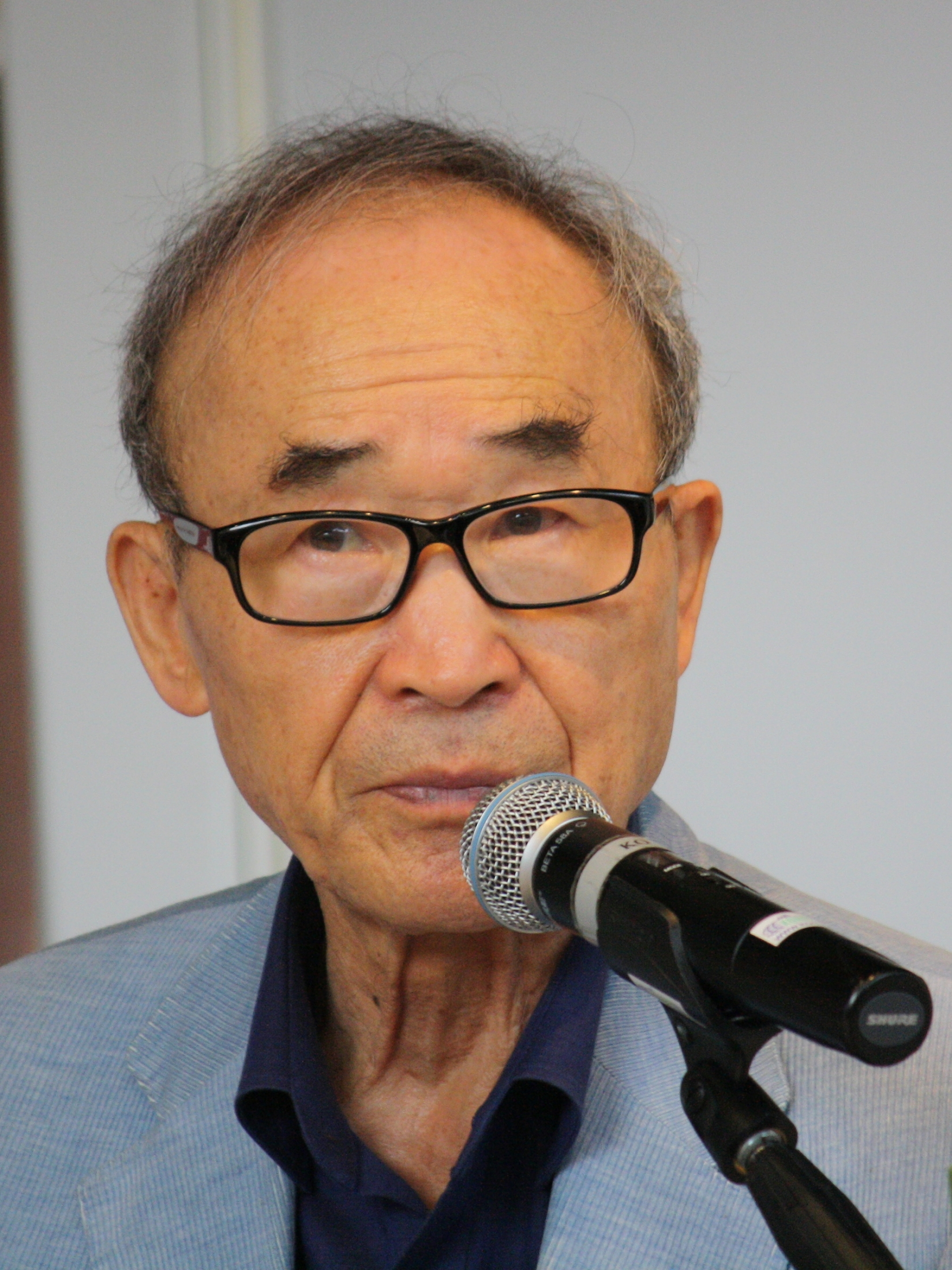
Ko Un (Go Eun)

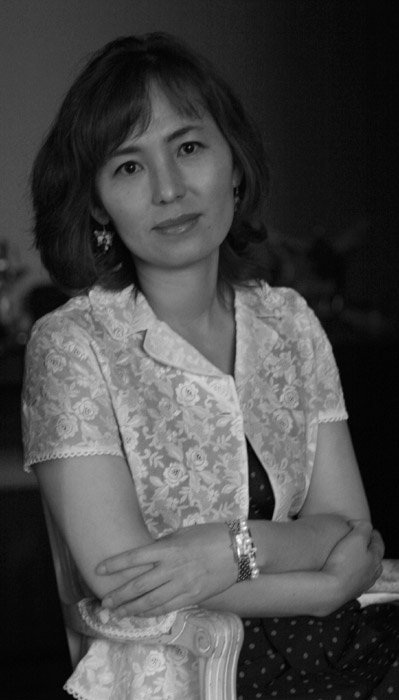
Kong Dzsijong (Gong Ji-yeong)

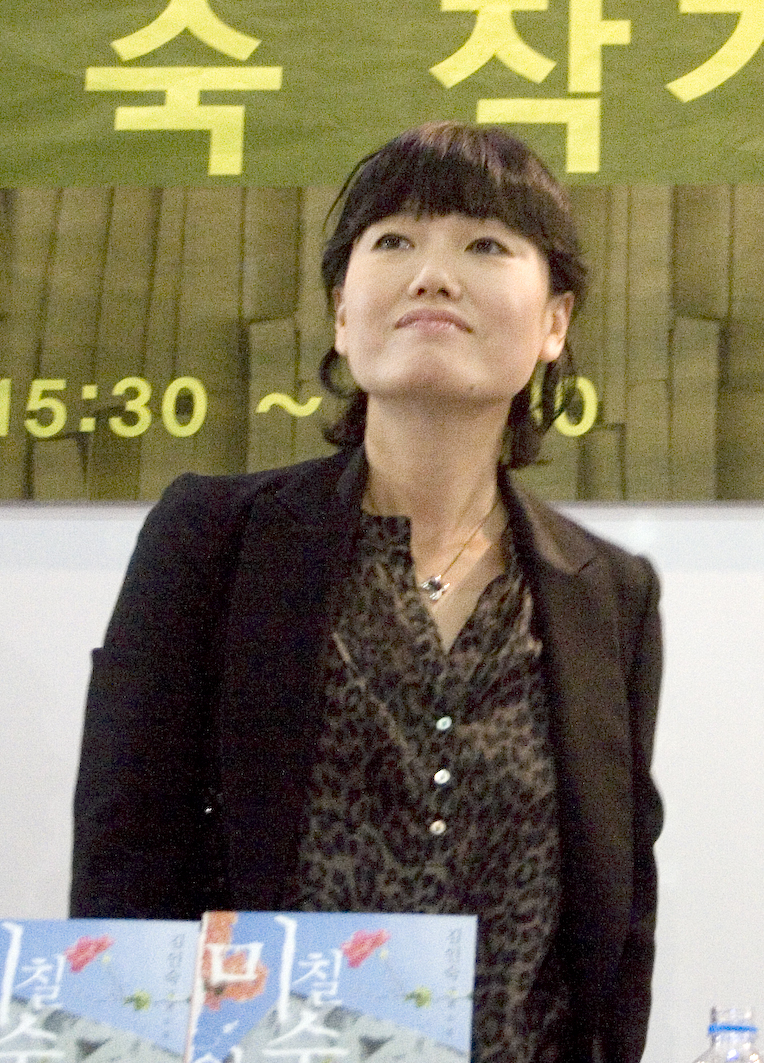
Kim Inszuk (Kim In-suk)

- Kang Gjonge (Kang Gyeong-ae) (강경애, 1906–1944)
- Kang Jonghul (Kang Yong-heul) (강용흘, 1898–1972)
- Kang Jongszuk (Kang Yeong-suk) (강영숙, 1967–)
- Kang Szokkjong (Kang Seok-gyeong) (강석경, 1951–)
- Kang Ungjo (Kang Eun-gyo) (강은교, 1945–)
- Ki Hjongdo (Gi Hyeong-do) (기형도, 1960–1989)
- Kim Bjora (Kim Byeol-a) (김별아, 1969–)
- Kim Cshevon (Kim Chae-won) (김채원, 1946–)
- Kim Cshunszu (Kim Chunsu) (김춘수, 1922–2004)
- Kim Dongin (Kim Dong-in) (김동인, 1900–1951)
- Kim Dongni (Kim Dong-ri) (김동리, 1913–1995)
- Kim Dzsejong (Kim Jae-yeong) (김재영, 1966–)
- Kim Dzsivon (Kim Ji-won) (김지원, 1943–2013)
- Kim Dzsongcshol (Kim Jong-cheol) (김종철, 1947–)
- Kim Dzsonggil (Kim Jong-gil) (김종길, 1926–)
- Kim Dzsonghe (Kim Jong-hae) (김종해, 1941–)
- Kim Dzsonghvan (Kim Jeong-hwan) (김정환, 1954–)
- Kim Dzsujong (Kim Ju-yeong) (김주영, 1939–)
- Kim Eran (Kim Ae-ran) (김애란, 1980–)
- Kim Gak (김각, 1536–1610)
- Kim Githek (Kim Gi-taek) (김기택, 1957–)
- Kim Gjongdzsu (Kim Gyeong-ju) (김경주, 1976–)
- Kim Gjonguk (Kim Gyeong-uk) (김경욱, 1971–)
- Kim Gujong (Kim Gu-yong) (김구용, 1922–2001)
- Kim Gvanggju (Kim Gwang-gyu) (김광규, 1941)
- Kim Gvangnim (Kim Gwang-rim) (김광림, 1929–)
- Kim Hagi (Kim Ha-gi) (김하기, 1958–)
- Kim Hjeszun (Kim Hye-sun) (김혜순, 1955–)
- Kim Huran (Kim Hu-ran) (김후란, 1934–)
- Kim Inszuk (Kim In-suk) (김인숙, 1963–)
- Kim Jongha (Kim Yeong-ha) (김영하, 1968–)
- Kim Jonghjon (Kim Yeong-hyeon) (김영현, 1955–)
- Kim Jongik (Kim Yong-ik) (김용익, 1920–1995)
- Kim Jongman (Kim Yong-man) (김용만, 1940–)
- Kim Jongmu (Kim Yeong-mu) (김영무, 1944–2001)
- Kim Jongnang (Kim Yeong-rang) (김영랑, 1903–1950)
- Kim Jonszu (Kim Yeon-su) (김연수, 1970–)
- Kim Judzsong (Kim Yu-jeong) (김유정, 1908–1937)
- Kim Mivol (Kim Mi-wol) (김미월, 1977–)
- Kim Mjongin (Kim Myeong-in) (김명인, 1946–)
- Kim Mjongszun (Kim Myeong-sun) (김명순, 1896–1951)
- Kim Munszu (Kim Mun-su) (1939–2012)
- Kim Namdzso (Kim Nam-jo) (김남조, 1927–2023)
- Kim Njorjong (Kim Ryeo-ryeong) (김려령, 1971–)
- Kim Sinjong (Kim Sin-yong) (김신용, 1945–)
- Kim Szain (Kim Sa-in) (김사인, 1956–)
- Kim Szangok (Kim Sang-ok) (김상옥, 1920–2004)
- Kim Szongdong (Kim Seong-dong) (김성동, 1947–2022)
- Kim Szonu (Kim Seon-u) (김선우, 1970–)
- Kim Szovol (Kim So-wol) (김소월, 1902–1934)
- Kim Szujong (Kim Su-yeong) (김수영, 1921–1968)
- Kim Szunghi (Kim Seung-hui) (김승희, 1952–)
- Kim Szungok (Kim Seung-ok) (김승옥, 1941–)
- Kim On (Kim Eon) (김언, 1973–)
- Kim Thakhvan (Kim Tak-hwan) (김탁환, 1968–)
- Kim Vonil (Kim Won-il) (김원일, 1942–)
- Kim Vonu (Kim Won-u) (김원우, 1947–)
- Kjunjo (Gyunyeo) (균여, 917–973)
- Ko Cshangszu (Go Chang-su) (고창수, 1934–)
- Ko Hjongnjol (Go Hyeong-ryeol) (고형렬, 1954–)
- Ko Un (Go Eun) (고은, 1933–)
- Kong Dzsijong (Gong Ji-yeong) (공지영, 1963–)
- Kong Szonok (Gong Seon-ok) (공선옥, 1963–)
- Ku Hjoszo (Gu Hyo-seo) (구효서, 1958–)
- Ku Szang (Gu Sang) (구상, 1919–2004)
- Kvak Csegu (Kwak Jae-gu) (곽재구, 1954–)
- Kvon Dzsongszeng (Kwon Jeong-saeng) (권정생, 1937–2007)
- Kvon Joszon (Kwon Yeo-seon) (권여선, 1965–)

## M
- Ma Dzsonggi (Ma Jong-gi) (마종기, 1939–)
- Mo Junszuk (Mo Yun-suk) (모윤숙, 1910–1990)
- Mun Dokszu (Mun Deok-su) (문덕수, 1928–)
- Mun Dzsonghi (Mun Jeong-hui) (문정희, 1947–)
- Mun Thedzsun (Mun Tae-jun) (문태준, 1970–)

## N

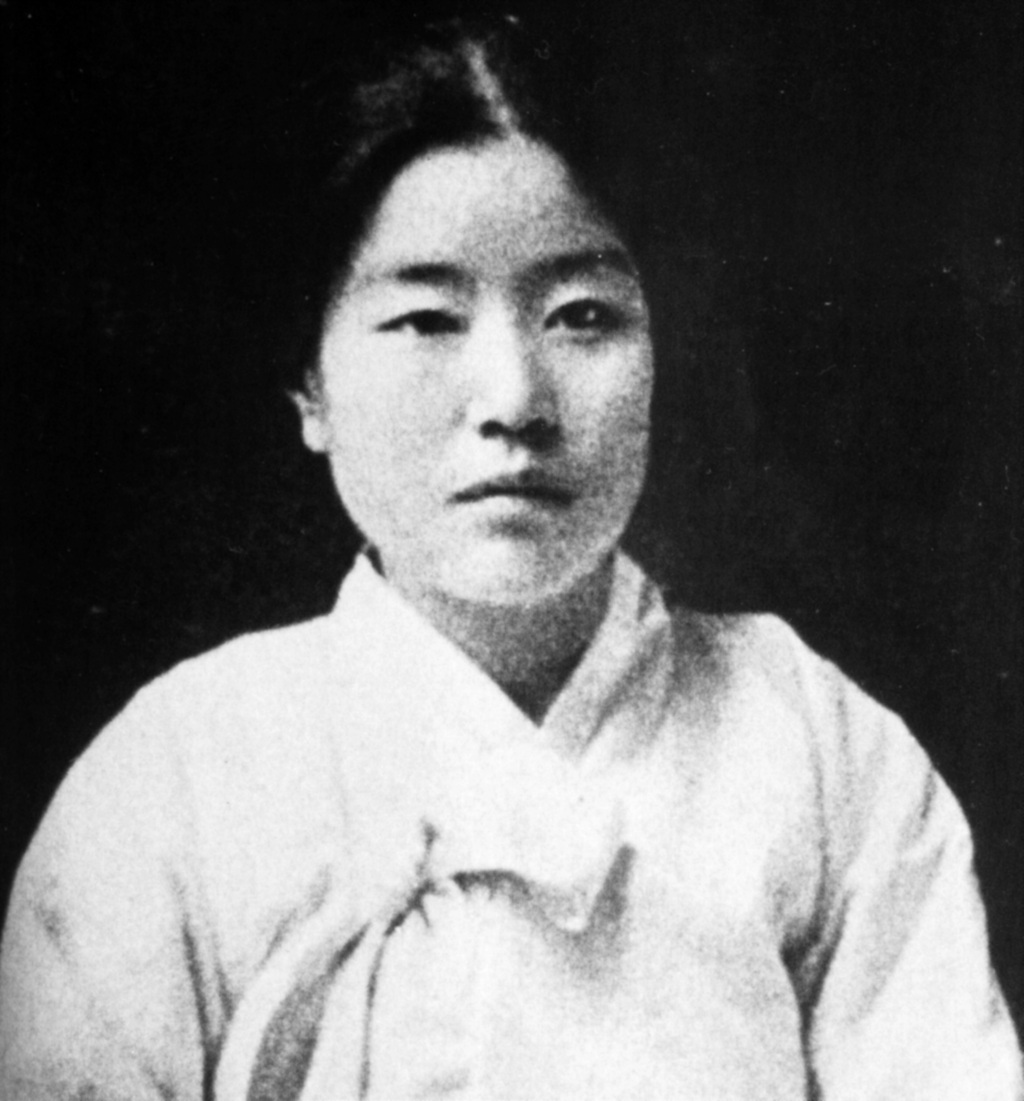
Na Hjeszok (Na Hye-seok)

- Na Hidok (Na Hui-deok) (나희덕, 1966–)
- Na Hjeszok (Na Hye-seok) (나혜석, 1896–1948)
- Nam Dzsonghjon (Nam Jeong-hyeon) (남정현, 1933–)
- No Cshonmjong (No Cheon-myeong) (노천명, 1912–1957)

## O
- O Dzsonghi (Oh Jeong-hui) (오정희, 1947–)
- O Gjuvon (Oh Gyu-won) (오규원, 1947–2007)
- O Jongszu (Oh Yeong-su) (오영수, 1909–1979)
- O Szangvon (Oh Sang-won) (오상원, 1930–1985)
- O Szujon (Oh Su-yeon) (오수연, 1964–)
- O Thekpon (Oh Taek-beon) (오탁번, 1943–)

## P

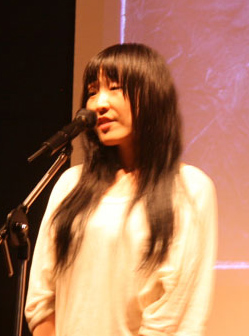
Pe Szua (Bae Su-ah)

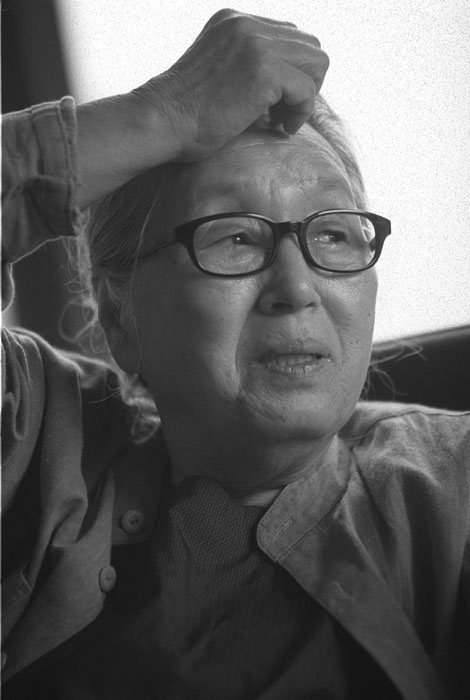
Pak Kjongni (Park Gyeong-ri)

- Pak Cseszam (Park Jae-sam) (박재삼, 1933–1997)
- Pak Csongde (Park Jeong-dae) (박정대, 1965–)
- Pak Csonghva (Park Jong-hwa) (박종화, 1901–1981)
- Pak Hidzsin (Park Hui-jin) (박희진, 1931–2015)
- Pak Hjongszo (Park Hyeong-seo) (박형서, 1972–)
- Pak Inhi (Park In-hui) (박인희, 1930–)
- Pak Inhvan (Park In-hwan) (박인환, 1926–1956)
- Pak Jonghan (Park Yeong-han) (박영한, 1947–2006)
- Pak Jongne (Park Yong-rae) (박용래, 1925–1980)
- Pak Kjongni (Park Gyeong-ri) (박경리, 1926–2008)
- Pak Mingju (Park Min-gyu) (박민규, 1968–)
- Pak Mogvol (Park Mok-wol) (박목월, 1916–1978)
- Pak Namszu (Park Nam-su) (박남수, 1918–1994)
- Pak Pomsin (Park Beom-sin) (박범신, 1946–)
- Pak Szangnjung (Park Sang-ryung) (박상륭, 1940–)
- Pak Theszun (Park Tae-sun) (박태순, 1942–)
- Pak Thevon (Park Tae-won) (박태원, 1909–1986)
- Pak Tudzsin (Park Du-jin) (박두진, 1916–1998)
- Pak Vanszo (Park Wan-seo) (박완서, 1931–2011)
- Pang Hjonszok (Bang Hyeon-seok) (방현석, 1961–)
- Pang Jongung (Bang Yeong-ung) (방영웅, 1942–)
- Pe Szua (Bae Su-ah) (배수아, 1965–)
- Pek Kahum (Baek Ga-heum) (백가흠, 1974–)
- Pek Minszok (Baek Min-seok) (백민석, 1971–)
- Pek Szok (Baek Seok) (백석, 1912–1996)
- Pok Koil (Bok Geo-il) (복거일, 1946–)

## S

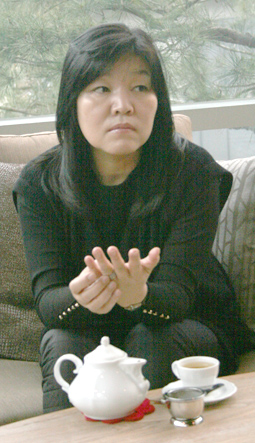
Sin Gjongszuk (Sin Gyeong-suk)

- Sim Jungjong (Sim Yun-gyeong) (심윤경, 1972–)
- Sin Gjongnim (Sin Gyeong-rim) (신경림, 1936–)
- Sin Gjongszuk (Sin Gyeong-suk) (신경숙, 1963–)
- Sin Jongmok (Sin Yong-mok) (신용목, 1974–)

## Sz
- Szo Dzsongdzsu (Seo Jeong-ju) (서정주, 1915–2000)
- Szo Dzsongin (Seo Jeong-in) (서정인, 1936–)
- Szo Hadzsin (Seo Ha-jin) (서하진, 1960–)
- Szo Jongun (Seo Yeong-eun) (서영은, 1943–)
- Szon Bomi (Seon Bo-mi) (선보미, 1980–)
- Szong Cshangjong (Seong Chan-gyeong) (성찬경, 1930–2013)
- Szong Giszuk (Song Gi-suk) (송기숙, 1935–2021)
- Szong Givon (Song Gi-won) (송기원, 1947–)
- Szong Jong (Seong Yeong) (송영, 1940–2016)
- Szong Szokcse (Song Seok-je) (성석제, 1960–)
- Szong Szugvon (Song Su-gwon) (송수권, 1940–)

## T
- To Dzsonghvan (Do Jong-hwan) (도종환, 1954–)

## V
- Vonhjo (Wonhyo) (원효, 617–686)

## Fordítás
- Ez a szócikk részben vagy egészben  a   List of Korean-language poets című angol Wikipédia-szócikk ezen változatának fordításán alapul.  Az eredeti cikk szerkesztőit annak laptörténete sorolja fel. Ez a jelzés csupán a megfogalmazás eredetét és a szerzői jogokat jelzi, nem szolgál a cikkben szereplő információk forrásmegjelöléseként.
- Ez a szócikk részben vagy egészben  a   List of Korean novelists című angol Wikipédia-szócikk ezen változatának fordításán alapul.  Az eredeti cikk szerkesztőit annak laptörténete sorolja fel. Ez a jelzés csupán a megfogalmazás eredetét és a szerzői jogokat jelzi, nem szolgál a cikkben szereplő információk forrásmegjelöléseként.